# 야스이 도시노리
야스이 도시노리(일본어: 安井 智規, 1943년 1월 25일 ~ )는 일본의 전 프로 야구 선수이자 야구 지도자이다. 효고현 니시노미야시 출신이며 현역 시절 포지션은 내야수였다.

## 인물

### 현역 시절
오사카 고등학교 시절인 1960년 하계 고시엔 오사카부 예선에서 준준결승전에 진출했지만 모모야마가쿠인 고등학교에게 패하여 탈락했다. 고교 졸업 후 1961년 긴테쓰 버펄로에 입단하여 프로 2년째인 1962년 4월 7일 다이마이 오리온스전(닛폰 생명 구장)에 무라타 고이치의 대주자로 1군에 첫 출전했다. 5월 13일 한큐 브레이브스전(닛폰 생명 구장)에서 시마다 고지의 대타로 타석에 들어서며 첫 안타를 기록했고, 6월 24일 다이마이전(도쿄 스타디움)에서 첫 도루를 기록했다. 3년째인 1963년 5월 20일 도에이 플라이어스전(닛폰 생명 구장)에서 첫 타점을, 1964년 4월 2일 니시테쓰 라이온스(후지이데라 구장)에서 하타 다카유키로부터 첫 홈런을 각각 때려냈다. 그 해에는 주로 2루수로 14경기에 선발 출전했고 1965년에는 개막 이후부터 2번 타자 겸 2루수로 발탁됐다. 그래도 타격 성적이 침체되면서 고정된 수비 위치를 빼앗기지 못했지만 1966년에는 산케이 아톰스로 이적한 야노우라 구니미쓰를 대신해서 주전 유격수가 됐다.
1967년에는 빠른 발을 활용해서 1번 타자로 자리잡는 등 처음으로 규정 타석(24위)에 도달했다. 1968년 8월 24일 난카이 호크스전에서는 한 경기에서 무려 4개의 도루를 기록하는 등 구단 역사상 두 번째로 도루왕을 차지했다. 1969년에는 데뷔 후 처음으로 올스타전에 출전했고 1972년에는 주니치 드래건스에서 트레이드로 입단한 이치에다 슈헤이가 주전 유격수가 되면서 주로 2루수나 3루수로 기용된다. 그 이후에도 내야의 유틸리티 플레이어로서 활약하여 1970년과 1972년에는 리그 최다 희생타를 기록했고, 1971년 10월 9일의 난카이전(닛폰 생명 구장)에서 개인 통산 1000경기 출장을 달성했다.
1974년 9월 1일 롯데전(닛폰 생명 구장)에서 야기사와 소로쿠로부터 마지막 홈런, 같은 달 29일 한큐전(닛폰 생명 구장)에서 마지막 안타를 기록했다. 1975년에는 무안타로 끝났고 6월 23일 닛폰햄전(고라쿠엔 구장)에서 클래런스 존스의 대주자로 기용된 것이 마지막 출장이었다. 코치 겸임이 된 1976년에는 1군에서의 출전이 없었고 같은 해를 마지막으로 현역에서 은퇴했다.

### 그 후
이후 긴테쓰에서 2군 수비·주루 코치(1977년 ~ 1981년, 1991년 ~ 1992년, 1998년), 2군 수비 코치(1988년), 1군 수비 코치(1989년 ~ 1990년), 2군 야수 종합 코치(1993년), 2군 야수 코치(1994년), 2군 감독(1995년), 1군 수비·주루 코치(1996년 ~ 1997년), 육성 담당(1999년 ~ 2002년) 등을 지냈다. 1군 코치 시절인 1989년에는 9년 만의 리그 우승에 기여했고 2군 감독 시절인 1995년에는 팀을 웨스턴 리그 우승으로 이끌었다. 긴테쓰 퇴단 후에는 간사이 메디컬 스포츠 학원에서 초대 감독(2006년), 코치(2007년)를 맡았다.

## 상세 정보

### 출신 학교
- 오사카 고등학교

### 선수 경력
- 긴테쓰 버펄로·긴테쓰 버펄로스(1961년 ~ 1976년)

### 수상·타이틀 경력
- 도루왕 : 1회(1968년)

### 개인 기록

#### 기록 달성 경력
- 통산 1000경기 출장 : 1971년 10월 9일 ※역대 155번째

#### 기타
- 올스타전 출장 : 1회(1969년)

### 등번호
- 53(1961년 ~ 1965년)
- 13(1966년)
- 6(1967년 ~ 1975년)
- 40(1976년)
- 65(1977년 ~ 1981년)
- 88(1988년 ~ 2002년)

### 등록명
- 安井 俊憲(やすい としのり 야스이 도시노리[*], 1961년 ~ 1967년)
- 安井 智規(やすい としのり 야스이 도시노리[*], 1968년 ~ )

### 연도별 타격 성적
| 연 도       | 소 속       | 경 기 | 타 석 | 타 수 | 득 점 | 안 타 | 2 루 타 | 3 루 타 | 홈 런 | 루 타 | 타 점 | 도 루 | 도 루 자 | 희 생 번 | 희 생 플 | 볼 넷 | 고 4 | 사 구 | 삼 진 | 병 살 타 | 타 율 | 출 루 율 | 장 타 율 | O P S |
| ----------- | ----------- | ----- | ----- | ----- | ----- | ----- | ------- | ------- | ----- | ----- | ----- | ----- | -------- | -------- | -------- | ----- | ---- | ----- | ----- | -------- | ----- | -------- | -------- | ----- |
| 1962년      | 긴테쓰      | 59    | 38    | 37    | 10    | 5     | 1       | 0       | 0     | 6     | 0     | 2     | 1        | 0        | 0        | 1     | 0    | 0     | 16    | 1        | .135  | .158     | .162     | .320  |
| 1963년      | 긴테쓰      | 40    | 36    | 35    | 8     | 8     | 2       | 0       | 0     | 10    | 5     | 1     | 2        | 1        | 0        | 0     | 0    | 0     | 8     | 0        | .229  | .229     | .286     | .514  |
| 1964년      | 긴테쓰      | 105   | 107   | 96    | 18    | 15    | 1       | 0       | 1     | 19    | 8     | 8     | 4        | 6        | 0        | 4     | 0    | 1     | 17    | 1        | .156  | .198     | .198     | .396  |
| 1965년      | 긴테쓰      | 71    | 139   | 128   | 13    | 25    | 5       | 0       | 1     | 33    | 4     | 3     | 4        | 2        | 1        | 7     | 0    | 1     | 15    | 2        | .195  | .243     | .258     | .500  |
| 1966년      | 긴테쓰      | 102   | 307   | 282   | 25    | 61    | 13      | 3       | 1     | 83    | 10    | 8     | 6        | 9        | 0        | 12    | 0    | 4     | 29    | 4        | .216  | .258     | .294     | .553  |
| 1967년      | 긴테쓰      | 116   | 410   | 384   | 38    | 95    | 13      | 1       | 7     | 131   | 31    | 15    | 4        | 12       | 1        | 10    | 0    | 3     | 41    | 7        | .247  | .272     | .341     | .613  |
| 1968년      | 긴테쓰      | 135   | 561   | 506   | 66    | 123   | 15      | 4       | 3     | 155   | 34    | 54    | 10       | 17       | 0        | 34    | 0    | 4     | 46    | 3        | .243  | .296     | .306     | .602  |
| 1969년      | 긴테쓰      | 127   | 519   | 474   | 56    | 129   | 9       | 8       | 0     | 154   | 27    | 42    | 16       | 16       | 2        | 24    | 0    | 3     | 28    | 4        | .272  | .311     | .325     | .636  |
| 1970년      | 긴테쓰      | 129   | 484   | 437   | 35    | 95    | 13      | 1       | 5     | 125   | 30    | 23    | 9        | 27       | 2        | 16    | 0    | 2     | 41    | 7        | .217  | .248     | .286     | .534  |
| 1971년      | 긴테쓰      | 116   | 387   | 361   | 39    | 81    | 11      | 0       | 1     | 95    | 11    | 15    | 11       | 12       | 3        | 10    | 0    | 1     | 27    | 8        | .224  | .247     | .263     | .510  |
| 1972년      | 긴테쓰      | 109   | 379   | 333   | 32    | 77    | 13      | 1       | 0     | 92    | 18    | 14    | 5        | 30       | 2        | 13    | 0    | 1     | 24    | 10       | .231  | .262     | .276     | .539  |
| 1973년      | 긴테쓰      | 65    | 144   | 129   | 8     | 24    | 5       | 0       | 0     | 29    | 5     | 4     | 3        | 8        | 0        | 7     | 0    | 0     | 13    | 1        | .186  | .228     | .225     | .453  |
| 1974년      | 긴테쓰      | 78    | 201   | 185   | 19    | 44    | 4       | 2       | 1     | 55    | 16    | 8     | 3        | 6        | 1        | 8     | 0    | 1     | 20    | 5        | .238  | .273     | .297     | .570  |
| 1975년      | 긴테쓰      | 36    | 7     | 7     | 2     | 0     | 0       | 0       | 0     | 0     | 0     | 3     | 1        | 0        | 0        | 0     | 0    | 0     | 0     | 0        | .000  | .000     | .000     | .000  |
| 통산 : 14년 | 통산 : 14년 | 1288  | 3719  | 3394  | 369   | 782   | 105     | 20      | 20    | 987   | 199   | 200   | 79       | 146      | 12       | 146   | 0    | 21    | 325   | 53       | .230  | .266     | .291     | .557  |

- 굵은 글씨는 시즌 최고 성적.